# Paul Bekker
Pour les articles homonymes, voir Bekker.
Max Paul Eugen Bekker est un musicologue, critique musical et chef d'orchestre allemand, né le 2 septembre 1882 à Berlin et mort le 13 mars 1937 à New-York. Il a été aussi violoniste et pianiste. Il a fondé l'Association des critiques musicaux allemands en 1913.

## Biographie
Paul Bekker a suivi des cours de violon avec Fabian Rehfeld et Benno Horwitz. Son professeur de piano était Alfred Sormann (de). Il fait ses débuts en tant que violoniste (premier violoniste) avec l'Orchestre philharmonique de Berlin, où il joue sous la direction de Gustav Mahler. Puis il se rend à Aschaffenbourg et à Görlitz pour être chef d'orchestre. À partir de 1906, Bekker travaille comme critique musical et écrivain. Il écrit pour les Berliner Neuesten Nachrichten, puis à partir de 1909 pour la Berliner Allgemeine Zeitung, et de 1911 à 1922 pour la Frankfurter Zeitung. En 1919, il crée le terme de nouvelle musique et défend désormais ses premiers pionniers: Gustav Mahler, Franz Schreker, Arnold Schönberg et Ernst Křenek.
En 1925, il devient directeur général de l'Opéra de Cassel à la suggestion de Leo Kestenberg, dont la politique culturelle ouverte d'esprit et soutenant l'éducation populaire était proche de celle de Bekker. De 1927 à 1932, Bekker est directeur de l'Opéra de Wiesbaden. Après la prise du pouvoir par le national socialisme en 1933, il s'installe d'abord à Paris, puis à New-York. Là, il écrit principalement au nom de la presse émigrée. Il écrit en 1935 un traité sur le droit d'auteur musical.
Paul Bekker a été considéré par les Nazis comme présentant un danger particulier en raison de son esprit critique et corrosif.
Il a été marié à la peintre, collectionneuse et marchande d'art allemande Hanna Bekker vom Rath (de) de 1920 à 1930.
La bibliothèque musicale de l'Université Yale possède la collection Paul Bekker, qui contient un grand nombre de lettres, documents, reçus, photographies, enregistrements et autres, dont certaines pièces ont une grande valeur historique ou musicologique.

## Publications
- Politique et travail intellectuel, 1908.
- Jacques Offenbach, 1909.
- Beethoven, Berlin, 1911.
- La vie musicale allemande, tentative de réflexion sociologique sur la musique, 1916.
- La symphonie de Beethoven à Mahler, 1918.
- Franz Schreker, 1919.
- Musique nouvelle, 1919.
- Art et révolution, 1919.
- La réputation internationale de la musique allemande, 1920.
- Symphonies de Gustav Mahler, 1921.
- Gesammelte Schriften 1, articles de la Frankfurter Zeitung, 1911–1921.
- Gesammelte Schriften 2, articles de la Frankfurter Zeitung, 1907–1922.
- Musique allemande contemporaine, 1922.
- Musique nouvelle (Gesammelte Schriften 3), 1923.
- Richard Wagner, la vie au travail, 1924.
- Des règnes naturels du son, plan de base pour une phénoménologie de la musique, 1924.
- L'histoire de la musique à mesure que l'histoire des formes musicales change, 1926.
- Fondements matériels de la musique, 1926.
- Musique organique et mécanique, 1927.
- Le théâtre d'opéra, 1930.
- Lettres aux musiciens contemporains, 1932.
- Changements de l'opéra, 1934.
- The Story of the Orchestra, 1936.
- Paul Bekker/Franz Schreker: Correspondance, 1994.